# Subgénero Lamprococcus
Lamprococcus es un subgénero del género Aechmea perteneciente a la familia de las bromeliáceas.

## Especies
- Aechmea andersoniana Leme & H. Luther
- Aechmea brevicollis L.B. Smith
- Aechmea campanulata L.B. Smith
- Aechmea capixabae L.B. Smith
- Aechmea carvalhoi E. Pereira & Leme
- Aechmea cathcartii C.F. Reed & R.W. Read
- Aechmea corymbosa (Martius ex Schultes f.) Mez
- Aechmea farinosa (Regel) L.B. Smith
- Aechmea fulgens Brongniart
- Aechmea glandulosa Leme
- Aechmea miniata (Beer) hortus ex Baker
- Aechmea pedicellata Leme & H. Luther
- Aechmea podantha L.B. Smith
- Aechmea racinae L.B. Smith
- Aechmea victoriana L.B. Smith
- Aechmea warasii E. Pereira
- Aechmea weilbachii Didrichsen